# Europese weg 583
De Europese weg 583 of E583 is een Europese weg die loopt van Săbăoani in Roemenië naar Zjytomyr in Oekraïne.

## Algemeen
De Europese weg 583 is een Klasse B-verbindingsweg en verbindt het Roemeense Săbăoani met het Oekraïense Zjytomyr en komt hiermee op een afstand van ongeveer 540 kilometer. De route is door de UNECE als volgt vastgelegd: Roman - Iași - Bălți - Mohelerpodolsc - Vinnytsja - Zjytomyr. In 2004/2005 is besloten om Roman te vervangen door Săbăoani. Het huidige traject is hiermee als volgt vastgesteld: Săbăoani - Iași - Bălți - Mohelerpodolsc - Vinnytsja - Zjytomyr.

## Nationale wegnummers
De E583 loopt over de volgende nationale wegnummers:
| Nummer   | Tracé               |
| Roemenië | Roemenië            |
| -------- | ------------------- |
| 28       | Săbăoani - Iași     |
| 24       | Iași – Moldavië     |
| Moldavië |                     |
| R16      | Roemenië - Bălți    |
| M14      | Bălți - Edineț      |
| R8       | Edineț - Oekraïne   |
| Oekraïne |                     |
| M21      | Moldavië - Zjytomyr |